# Imperia (hudební vydavatelství)
Imperia (stylizováno jako IMPERIA) je bosenské hudební vydavatelství a mediální dům, které bylo založeno sarajevskými rappery Jasminem Fazlićem a Amarem Hodžićem.

## Historie
Společnost byla založena na začátku roku 2019 v Sarajevu v Bosně a Hercegovině sarajevskými rappery, zpěváky a hudebními producenty Jasminem Fazlićem a Amarem Hodžićem. První nápad na tento projekt pochází z roku 2006, kdy byl založen YouTube kanál, jenž postupem času přerostl do hudebního vydavatelství a mediálního domu. V roce 2019 byla společnost centralizována pod jednu mateřskou společnost, pod níž operují dceřiné společnosti, jako například Imperia TV, Imperia Clothing a Euromedia Broadcasting Limited. Firma také operuje v oblasti TV produkce, audio distribuce a distribuci vizuálního kontentu a zveřejňuje kontent na YouTube, Facebook a Instagram.

## Žánry
Imperia distribuuje žánry jako pop, hip-hop, trap a turbofolk.

## Interpreti
- Jala Brat[9]
- Buba Corelli[9]
- Maya Berović
- Milan Stanković[9]
- Inas[9]
- Sajfer
- Ognjen Jovanov
- Kiki
- Klijent
- Juice
- Loš Sin